# Bățani
Bățani (in ungherese Nagybacon) è un comune della Romania di 4604 abitanti, ubicata nel distretto di Covasna, nella regione storica della Transilvania.
Il comune è formato dall'unione di 5 villaggi: Aita Seacă, Bățanii Mari, Bățanii Mici, Herculian, Ozunca-Băi.